# 周铎 (嘉靖进士)
周铎（1520年—？年），字子振，號鳳池，直隶太仓州籍常熟县人，明朝政治人物。

## 生平
嘉靖三十四年（1555年）乙卯科應天府乡试第六名，四十四年（1565年）乙丑科会试一百十六名，廷试二甲九名進士。刑部观政，本年六月授南兵部主事，隆慶元年（1567年）七月升郎中，五年正月升任浙江嚴州府知府。六年九月降汾州知州，万历二年（1574年）二月升福州府同知，五年十二月升南刑部郎中，萬曆九年（1581年）升任福建漳州府知府。十四年正月患病致仕。

## 家族
曾祖周棠，七品散官；祖周口，贈副使；父周室，累赠南兵部郎中。前母凌氏，累赠宜人；母谭氏，累赠宜人。兄周錫（通判）、周鉦（典膳）、周鑾（庠生）、周鍔、周錬、周鑛，俱监生；周键、周鍈、周鏇、周釜（庠生）、周銶（庠生）。